# Ribeirão da Grama
O ribeirão da Grama é um curso de água do estado de Minas Gerais. É um afluente da margem esquerda do rio Novo e, portanto, um subafluente do rio Pomba. É um dos cursos d'água que compõem a bacia hidrográfica do rio Paraíba do Sul. Apresenta 16 km de extensão e drena uma área de 95 km². Sua nascente localiza-se no município de Descoberto, a uma altitude de aproximadamente 900 metros. Banha a zona urbana de Descoberto e, após um trecho de três quilômetros, desemboca no rio Novo.